# Fuori di qua (Out of My Way, Pt. 2)
Fuori di qua (Out of My Way, Pt. 2) è un singolo del rapper italiano Gemitaiz, pubblicato il 13 maggio 2013 come unico estratto dal primo album in studio L'unico compromesso.

## Video musicale
Il videoclip, diretto da Niccolò Celaia e Antonio Usbergo, è stato pubblicato il 15 maggio 2013 attraverso il canale YouTube del rapper.

## Tracce
1. Fuori di qua (Out of My Way, Pt. 2) – 3:29 (testo: Davide De Luca – musica: Il Tre)

## Classifiche
| Classifica (2013) | Posizione massima |
| ----------------- | ----------------- |
| Italia            | 18                |